# Carmem Prudente
Carmen  Annes  Dias  Prudente (Porto Alegre, natal de 1911 / 1912 — Rio de Janeiro, 3 de junho de 2001) foi uma voluntária no combate ao câncer na cidade de São Paulo, notável pelo trabalho que exerceu na direção da Associação Paulista de Combate ao Câncer, fundada por seu marido, o cirurgião Antônio Prudente Meireles de Moraes, que conhecera em um congresso médico na Alemanha, onde acompanhava o pai, também oncologista. Ela, no entanto, nunca estudou medicina.
Sempre em campanha de arrecadação de fundos em benefício do hospital e de seus pacientes, era presença constante na imprensa e mais recentemente na televisão. Mulher corajosa e combativa, continuou na direção da Fundação Antônio Prudente após a morte deste em 1965.